# Francis Buchanan-Hamilton
Francis Buchanan-Hamilton, född 15 februari 1762 i Callander (Perthshire), död 15 juni 1829, var en skotsk läkare som gjorde betydande insatser som geograf, zoolog (främst iktyologi) och botaniker (främst ormbunksväxter) under den tid han levde i Indien. Han har beskrivit över 100 arter bland både växter och djur, främst fiskar.
Som medlem av Royal Society tilldelades han utmärkelsen Fellow of the Royal Society den 1 maj 1806.

## Auktorsförkortningar
Auktorsnamnet Hamilton kan användas för Francis Buchanan-Hamilton i samband med ett vetenskapligt namn inom zoologin; se Wikipedia-artiklar som länkar till auktorsnamnet.
Auktorsnamnet Buch.-Ham. kan användas för Francis Buchanan-Hamilton i samband med ett vetenskapligt namn inom botaniken; se Wikipediaartiklar som länkar till auktorsnamnet.

## Publikationer i urval
- Buchanan-Hamilton, F. A Journey from Madras through the Countries of Mysore, Canara and Malabar. T. Cadell & W. Davies, London, 1807.
- Buchanan-Hamilton, F. An Account of the Kingdom of Nepal. 1819.
- Buchanan-Hamilton, F. An account of the fishes found in the river Ganges and its branches. 1822.